# Il diluvio universale (Donizetti)
Il diluvio universale (deutsch: Die Sintflut) ist eine von Gaetano Donizetti komponierte Oper (Originalbezeichnung: „azione tragico-sacra“) in drei Akten. Das Libretto verfasste Domenico Gilardoni nach Lord Byrons  Drama Heaven and Earth und Francesco Ringhieris Trägodie Il diluvio (1788). Die Oper wurde am 6. März 1830 am Teatro San Carlo in Neapel uraufgeführt. Für eine weitere Aufführung am 28. Januar 1834 in Genua schrieb Donizetti eine zweite Fassung.

## Handlung
Die Oper baut um die biblische Geschichte der Arche Noah operngerechte, wenn auch nicht unplausible Verschwörungen und Verstrickungen auf.
Während sich Noè auf die Sintflut vorbereitet, versucht der heidnische Satrapenführer Cadmo, die Arche zu zerstören. Cadmos Frau Sela, zum Gott der Hebräer bekehrt, warnt Noè – was ihre Vertraute Ada aber Cadmo hinterbringt. Erneut versucht dieser, Noè zu schaden, wiederum schlägt sich Sela auf die Seite Noès, der sie mit seiner Familie auf die Arche nehmen will. Sela zieht den Tod ihrer Rettung vor; Cadmo glaubt, über Noè und dessen Gott triumphiert zu haben und beschließt in trotzigem Triumph, Ada zu heiraten. Über den Ausschweifungen der Hochzeit öffnen sich die Schleusen des Himmels.

## Werkgeschichte
Donizetti und sein Librettist legten Il diluvio universale als Oper für die Fastenzeit 1830 der Zensurbehörde zur Prüfung vor. Zwar unterscheidet sich das Liebes- und Familiendrama im Kern wenig von den gängigen Bühnenproduktionen der Zeit, doch konnte das Werk auf Grund des biblischen Rahmens und des finalen Untergangs der Sünder als eine Art Oratorium gelten und so die Zensur passieren.
Schon die Uraufführung der Oper am 6. März 1830 am Teatro San Carlo in Neapel war kein Erfolg, obwohl mit Luigi Lablache einer der führenden Sänger seiner Zeit die Hauptrolle des Noè übernommen hatte. Die weiteren Darsteller waren Gennaro Ambrosini (Jafet), Giovanni Arrigotti (Sem), Lorenzo Salvi (Cam), Teresa Fabiani (Tesbite), Edvige Ricci (Asfene), Cecilia Grassi (Abra), Berardo Winter (Cadmo), Luigia Boccabadati (Sela), Maria Carraro (Ada) und Gaetano Chizzola (Artoo).
Donizetti überarbeitete das Werk für eine Produktion in Genua, die am 6. März 1834 am Teatro Carlo Felice aufgeführt wurde. Nun wurde auch mehr von einer Oper gesprochen, nachdem in der Urfassung noch kaum Regieanweisungen zu finden waren.
Allerdings war das Werk in dieser Fassung nicht erfolgreicher, so dass es heute zu den zahlreichen vergessenen Opern Donizettis gehört; bezeichnenderweise wird Il diluvio universale nicht einmal im sechsbändigen Standardwerk Pipers Enzyklopädie des Musiktheaters behandelt. Für das gesamte 19. Jahrhundert werden überhaupt nur zwei Aufführungen verzeichnet. In neuerer Zeit gab es Aufführungen in Genua (1985) und London (2005). 2010 wurde die Oper anlässlich der St. Galler Festspiele gegeben, an der drei der Solisten der CD-Aufnahme von 2005 beteiligt waren. Während die Aufführung in Genua historisierend war, stand die Inszenierung in St. Gallen mehr in Zeichen des Regietheaters. Das Teatro Donizetti in Bergamo zeigte 2023 im Rahmen des dortigen Donizetti-Festivals eine Inszenierung von Nicolò Massazza und Iacopo Bedogni.

## Aufnahmen
- 2005, London Conway Hall (South London Ethical Society). Mirco Palazzi, Majella Cullagh, Colin Lee, Manuela Custer, Simon Bailey, Geoffrey Mitchell Choir, London Philharmonic Orchestra, geleitet von Giuliano Carella. Opera Rara. ORC31, Aufnahme der überarbeiteten Version von 1834